# Корона (1-й сезон)
Первый сезон сериала «Корона» рассказывает о жизни и правлении королевы Елизаветы II. Он состоит из десяти эпизодов и был выпущен на Netflix 4 ноября 2016 года.
Клэр Фой исполняет роль Елизаветы. В сериале также снимались Мэтт Смит, Ванесса Кирби, Айлин Эткинс, Джереми Нортэм, Виктория Хэмилтон, Бен Майлз, Грег Уайз, Джаред Харрис, Джон Литгоу, Алекс Дженнингс и Лия Уильямс.

## Сюжет
«Корона» рассказывает о жизни королевы Елизаветы II с её свадьбы в 1947 году до наших дней. Первый сезон показывает ранние годы правления королевы, вплоть до 1955 года, когда Уинстон Черчилль ушёл с поста премьер-министра, а сестра королевы, принцесса Маргарет, решила не выходить замуж за Питера Таунсенда.

## В ролях

### Основной состав
- Клэр Фой — принцесса Елизавета, позже королева Елизавета II[3]
- Мэтт Смит — принц Филипп, герцог Эдинбургский, муж Елизаветы[3]
- Ванесса Кирби — принцесса Маргарет, младшая сестра Елизаветы[3]
- Айлин Эткинс — королева Мария, бабушка Елизаветы[5]
- Джереми Нортэм — Энтони Иден, министр иностранных дел, сменивший Черчилля на посту премьер-министра[6]
- Виктория Хэмилтон — королева Елизавета, жена Георга VI и мать Елизаветы, позже ставшая известной как королева Елизавета, королева-мать[3]
- Бен Майлз — полковник Питер Таунсенд, шталмейстер Георга VI, который надеется жениться на принцессе Маргарет[7]
- Грег Уайз — Луис Маунтбеттен, 1-й граф Маунтбеттен Бирманский, амбициозный дядя Филиппа и правнук королевы Виктории
- Джаред Харрис — король Георг VI, отец Елизаветы, в семье известен как Берти[3]
- Джон Литгоу — Уинстон Черчилль, первый премьер-министр королевы[3]
- Алекс Дженнингс — герцог Виндзорский, ранее король Эдуард VIII, который отрёкся от престола в пользу своего младшего брата Берти, чтобы жениться на Уоллис Симпсон; в семье известен как Дэвид[8]
- Лия Уильямс — Уоллис, герцогиня Виндзорская, американская жена Эдуарда[8]

Актёры, указанные в основных титрах только одного эпизода, где они играют важную роль
- Стивен Диллэйн — Грэм Сазерленд, известный художник, который рисует портрет стареющего Черчилля

### Второстепенный состав
- Билли Дженкинс — принц Чарльз в детстве
- Грейс и Амелия Гилмур — принцесса Анна в детстве (в титрах не указана)[9]
- Клайв Фрэнсис — лорд Солсбери
- Пип Торренс — Томми Ласеллс
- Гарри Хадден-Патон — Мартин Чартерис[англ.]
- Дэниел Ингс — Майкл Паркер
- Лиззи МакИннерни — Маргарет «Бобо» Макдональд
- Патрик Райкарт — герцог Норфолк
- Уилл Кин — Майкл Адин[англ.]
- Джеймс Лоренсон — Джон Уир[англ.]
- Марк Тэнди — Сесил Битон
- Гарриет Уолтер — Клементина Черчилль, жена Уинстона Черчилля
- Николас Роу — Джок Колвилл[англ.]
- Саймон Чендлер — Клемент Эттли
- Кейт Филлипс — Венеция Скотт, секретарь Уинстона Черчилля
- Рональд Пикап — Джеффри Фишер, архиепископ Кентерберийский
- Найджел Кук — Гарри Крукшэнк[англ.]
- Патрик Друри — лорд Чемберлен[англ.]
- Джон Вудвайн — архиепископ Йоркский[англ.]
- Розалинд Найт — Алиса, принцесса Греческая и Датская, мать Филиппа
- Энди Сандерсон — принц Генри, герцог Глостерский, дядя Елизаветы
- Майкл Калкин — Рэб Батлер
- Джордж Эспри — Уолтер Монктон
- Верити Рассел — принцесса Елизавета в детстве
- Бо Гадсдон — принцесса Маргарет в детстве
- Джеймс Хиллер — шталмейстер
- Джо Стоун-Фьюингс — Коллинз
- Анна Мэдели — Кларисса Иден[англ.], жена Энтони Идена
- Тони Гилфойл — епископ Даремский
- Ник Хендрикс — Билли Уоллес[англ.]
- Джош Тейлор — Джонни Далкит
- Дэвид Шилдс — Колин Теннант[англ.]
- Пол Торнли — Билл Мэттисон

### Приглашённые актёры
- Дэниэл Бетт — Эрнст Август IV Ганноверский
- Майкл Бертеншоу — Пирс Лег[англ.], управляющий дворцовым хозяйством
- Джулиус Д’Сильва — Барон Нахум[англ.]
- Гаррик Хэгон — Джон Фостер Даллес, государственный секретарь США
- Джо Херберт — Мэри Чартерис, жена Мартина Чартериса[англ.]
- Ричард Клиффорд — Норман Хартнелл[англ.]
- Джозеф Клоска — Порчи
- Амир Бутрус — Гамаль Абдель Насер
- Эбигейл Парментер — Джуди Монтагю

## Эпизоды
| № общий | № в сезоне | Название                               | Режиссёр          | Автор сценария | Дата премьеры |
| --- | ---------- | -------------------------------------- | ----------------- | -------------- | ------------- |
| 1 | 1          | «Вулфертон Сплэш» «Wolferton Splash»   | Стивен Долдри     | Питер Морган   | 4 ноября 2016 |
| В ноябре 1947 года принц Греческий и Датский Филипп отрекается от своих титулов, чтобы жениться на принцессе Елизавете, старшей дочери короля Георга VI и будущей королеве Великобритании. Молодожёны переезжают на Мальту, где Филипп служит на флоте, и у них рождаются сын Чарльз и дочь Анна. В 1951 году супруги возвращаются в Лондон после того, как королю Георгу проводят операцию по удалению лёгкого, поражённого раком. Узнав, что врачи отводят ему лишь несколько месяцев жизни, король просит Филиппа помогать Елизавете с тем, чтобы она стала достойным сувереном. После шести лет правления Лейбористской партии к власти вновь приходит премьер-министр от консерваторов Уинстон Черчилль. |            |                                        |                   |                |               |
| 2 | 2          | «Гайд-Парк-Корнер» «Hyde Park Corner»  | Стивен Долдри     | Питер Морган   | 4 ноября 2016 |
| В 1952 году Елизавета и Филипп отправляются в поездку по странам Содружества вместо короля Георга, которому по-прежнему нездоровится. Пока супруги находятся на сафари в Кении, Георг умирает. Его жена, королева-консорт Елизавета, младшая дочь Маргарет и королева-мать Мария оплакивают его смерть, новость о которой звучит по радио во всем мире. Филипп сообщает печальную весть Елизавете, которая возвращается в Великобританию в качестве королевы и воссоединяется с семьёй. |            |                                        |                   |                |               |
| 3 | 3          | «Виндзор» «Windsor»                    | Филип Мартин      | Питер Морган   | 4 ноября 2016 |
| В феврале 1952 года королевская семья готовится к похоронам короля Георга. Дядя Елизаветы Эдуард, герцог Виндзорский, который с момента своего отречения в 1936 году живёт в Париже с Уоллис Симпсон, прибывает в Соединённое королевство, чем вызывает гнев королевы Марии, недовольной его выбором жены. Елизавета встречается с Черчиллем, чтобы обсудить просьбы Филиппа о том, чтобы королевская семья носила фамилию Маунтбеттен и не переезжала в Букингемский дворец из Кларенс-хауса. Премьер-министр не хочет выполнять эти требования, однако после разговора с дядей Эдуардом Елизавета сама отказывается от своих претензий. Черчилль сообщает Елизавете, что дата её коронации назначена через 16 месяцев, на лето следующего года. Эту новость она расценивает как попытку премьер-министра подольше удержаться во власти, ведь партия консерваторов требует отставки Черчилля с поста главы правительства в пользу более молодого кандидата — министра иностранных дел Энтони Идена. |            |                                        |                   |                |               |
| 4 | 4          | «Стихийное бедствие» «Act of God»      | Джулиан Джаррольд | Питер Морган   | 4 ноября 2016 |
| В декабре 1952 года на Лондон опускается так называемый «великий смог», жертвами которого становятся тысячи горожан. Черчилль называет экологическую катастрофу «актом Божьим». Советники королевы хотят, чтобы она вынудила премьера уйти в отставку. Елизавета изначально колеблется, но затем вызывает Черчилля для частной беседы после того, как на заседании Кабинета министров он попадает под критику оппозиции и отказывается обсуждать смог. Незадолго до встречи с королевой погибает любимая секретарша Черчилля Венеция Скотт, которую в условиях плохой видимости насмерть сбивает двухэтажный автобус. У ворот больницы, где находится тело Венеции, премьер-министр произносит пламенную речь, обещая долгосрочный план для предотвращения в будущем появления смога. Филипп начинает обучаться на пилота у полковника Королевских ВВС Питера Таунсенда, возлюбленного принцессы Маргарет. |            |                                        |                   |                |               |
| 5 | 5          | «Пыль в глаза» «Smoke and Mirrors»     | Филип Мартин      | Питер Морган   | 4 ноября 2016 |
| После смерти королевы Марии в марте 1953 года герцог Виндзорский Эдуард ссорится с частным секретарем Елизаветы Томми Ласеллсом, который настоятельно просит его не присутствовать на коронации Елизаветы и заявляет, что Уоллис Симпсон не получит приглашение на церемонию. Елизавета поручает Филиппу подготовку коронации, однако вскоре сожалеет о своём решении, когда супруг заявляет, что не намерен в соответствии с официальным протоколом преклонять перед ней колено, а также настаивает на телетрансляции мероприятия. 2 июня проходит коронация Елизаветы в Вестминстерском аббатстве. Эдуард и Уоллис смотрят её по телевизору на своей вилле в Париже в компании друзей, Эдуард саркастически комментирует церемонию, однако в процессе осознаёт, что мимо него проходит нечто значимое, чего он сам лишил себя... |            |                                        |                   |                |               |
| 6 | 6          | «Гелигнит» «Gelignite»                 | Джулиан Джаррольд | Питер Морган   | 4 ноября 2016 |
| Маргарет и Таунсенд просят у Елизаветы II разрешение на свадьбу. Королева обещает младшей сестре всяческую поддержку, однако Томми Ласеллс и королева-мать выступают категорически против неравного союза. Елизавета узнает от Томми, что Акт о королевских браках 1772 года запрещает Маргарет до достижения 25-летия выходить замуж без разрешения монарха, но после наступления данного возраста она может поступать как душе угодно. Елизавета и Филипп берут Таунсенда в поездку по Северной Ирландии, где он пользуется огромным вниманием репортеров из-за недавней газетной публикации о его романе с Маргарет. В результате королевская семья принимает решение незамедлительно отправить Таунсенда в Брюссель на должность военного атташе посольства Великобритании, нарушив ранее данное обещание позволить ему провести некоторое время с принцессой Маргарет после её возвращения из поездки по Африке. Узнав новость, Маргарет в ярости звонит Елизавете и обвиняет старшую сестру в предательстве. |            |                                        |                   |                |               |
| 7 | 7          | «Знание — сила» «Scienta Potentia Est» | Бенджамин Карон   | Питер Морган   | 4 ноября 2016 |
| В августе 1953 года Черчилль организует в Лондоне саммит с участием президента США Дуайта Д. Эйзенхауэра для обсуждения испытания первой водородной бомбы, проведённого Советским Союзом. В самый последний момент с премьер-министром случается инсульт, который серьёзно влияет на его способность управлять страной. Однако Черчилль заставляет лорда Солсбери сохранять в тайне от всех информацию о своём недуге. Между тем Елизавета размышляет о том, кого назначить своим личным секретарём вместо уходящего в отставку Ласеллса — старшего заместителя Майкла Адина, как это полагается по протоколу, или же своего кандидата Мартина Чартериса. Она также привлекает частного репетитора, чтобы улучшить свои знания в области науки и других вопросов. Это помогает ей обрести мужество и уверенность в своих силах, после чего она устраивает разнос Черчиллю и Солсбери, обвинив их во лжи. |            |                                        |                   |                |               |
| 8 | 8          | «Гордость и радость» «Pride & Joy»     | Филип Мартин      | Питер Морган   | 4 ноября 2016 |
| Елизавета и Филипп отправляются в изнуряющее путешествие по странам Содружества. Принцесса Маргарет берёт на себя церемониальные обязанности, в то время как королева-мать отправляется в Шотландию, чтобы обдумать свой новый статус и купить замок Мэй. Филипп расстроен тем, что Елизавета во время турне использует его в качестве циркового медведя. Ссору супругов снимают фотографы. Елизавете удается убедить журналистов отдать плёнку, однако она не в состоянии решить разногласия с мужем и понимает, что должна ради публики сохранять видимость стабильных отношений. После возвращения в Лондон Елизавета отчитывает Маргарет за своевольство и объявляет, что она больше не будет выполнять королевские обязанности. |            |                                        |                   |                |               |
| 9 | 9          | «Убийцы» «Assassins»                   | Бенджамин Карон   | Питер Морган   | 4 ноября 2016 |
| Филипп начинает проводить всё больше времени вне дома, развлекаясь с приятелями. Елизавета сближается со своим другом и менеджером по скачкам лордом Порчестером («Порчи»). Напряженность между супругами нарастает, когда Елизавета организует для Порчи прямую телефонную линию, чтобы тот мог беспрепятственно звонить ей в Букингемский дворец. Однако королева признаётся Филиппу, что, ко всеобщему разочарованию и огорчению, он — единственный мужчина, которого она когда-либо любила. Во время ужина в честь 80-летия Черчилля Филипп беззвучно шепчет ей «Прости». Тем временем художник Грэм Сазерленд рисует портрет Черчилля в качестве подарка ему на день рождения от парламента. Однако премьер-министру приходится не по вкусу реалистичность изображения. После ожесточенной перепалки с Сазерлендом он вынужден признать, что тяжело переносит старость и немощность. Черчилль заявляет Елизавете о готовности подать в отставку с поста правительства. Впоследствии портрет сжигают по просьбе жены Черчилля Клементины. |            |                                        |                   |                |               |
| 10 | 10         | «Глориана» «Gloriana»                  | Филип Мартин      | Питер Морган   | 4 ноября 2016 |
| В 1955 году Елизавета с потрясением узнаёт, что Маргарет, которой исполнилось 25 лет, всё-таки не может выйти замуж за Питера Таунсенда, как её ранее убедили советники и как она обещала сестре. Против брака категорически выступают члены королевской семьи, Англиканская церковь и правительство. Поэтому Елизавета запрещает Маргарет выходить за Питера, который вынужден покинуть Лондон и вернуться на работу в Брюссель в качестве военного атташе. Королева-мать обращает внимание на то, как Филипп командует своим сыном Чарльзом, тем самым компенсируя необходимость жить в тени своей супруги. С подачи Томми Ласеллса Елизавета просит Филиппа принять участие в открытии Летних Олимпийских игр в Мельбурне, чтобы тот мог показать себя самостоятельной фигурой. В повестку дня Филиппа добавляется также пятимесячное турне на борту королевской яхты Britannia. Елизавета убеждена, что супруг должен быть благодарным за то, что все окружающие помогают ему жить полноценной жизнью. Энтони Иден заменяет Черчилля на посту премьер-министра Великобритании и сразу же оказывается в центре громкого скандала с участием президента Египта Гамаля Абделя Насера: надвигается Суэцкий кризис. |            |                                        |                   |                |               |

## Релиз
Первые два эпизода сериала были выпущены в кинотеатрах Великобритании 1 ноября 2016 года. Первый сезон был полностью выпущен на Netflix по всему миру 4 ноября 2016 года. Первый сезон был выпущен на DVD и Blu-ray в Великобритании 16 октября 2017 года и по всему миру 7 ноября 2017 года.

## Реакция
На сайте Rotten Tomatoes у первого сезона рейтинг 90% на основе 69 отзывов, со средним рейтингом 8,77/10. Консенсус сайта гласит: «Мощная актёрская игра и шикарная операторская работа делают „Корону“ первоклассной постановкой, достойной своего грандиозного сюжета». На сайте Metacritic первый сезон имеет рейтинг 81 из 100, на основе 29 отзывов, что указывает на «всеобщее признание».
Телекритик Люси Манган из «The Guardian» похвалила сериал и написала, что «Netflix может быть уверенным, что его 100-миллионная ставка окупилась. Этот первый сериал, о старой доброй британской флегме от начала до конца, является главным достижением сервиса на данный момент». Бен Лоуренс из «The Daily Telegraph» написал: «„Корона“ — это пиар-триумф для Виндзоров, сострадательная часть работы, которая очеловечивает их таким образом, который никогда не был замечен раньше. Это портрет необыкновенной семьи, умный комментарий о влиянии конституции на их личную жизнь и увлекательный рассказ о послевоенной Британии в одном лице». Мэттью Гилберт из «The Boston Globe» также похвалил сериал, сказав, что он «полностью привлекателен, великолепно снят, прекрасно сыгран, богат на исторические события послевоенной Англии и разработан с острым взглядом на психологические нюансы». Вики Хаймен из «The Star-Ledger» описал его как «роскошный, величественный, но никогда не скучный». Гвен Инат из «The A.V. Club» сказала, что он добавляет «кинематографическое качество к сложному и запутанному времени для интимной семьи. Актёры и создатели, похоже, готовы к этой задаче».
Критик Дороти Рабиновиц из «The Wall Street Journal» сказала: «Нам явно суждено видеть в герцоге [Виндзорском] бездельника с сердцем. Это не совсем получается — мистер Дженнингс слишком убедителен как бессердечный негодяй — но это незначительный недостаток в этой великолепно выдержанной работе». Роберт Ллойд из «Los Angeles Times» сказал: «Как телевидение, он великолепен — красиво смонтирован, трогательно сыгран и лишь слегка мелодраматичен». Хэнк Стьювер из «The Washington Post» также положительно отозвался о сериале: «Куски „Короны“ более блестящие сами по себе, чем в виде сериала, снятые в виде коротких, сосредоточенных фильмов». Нил Гензлингер из «The New York Times»: «Это продуманный сериал, который задерживается над смертью, а не использует её для шокового значения; того, которое находит свои сюжетные линии в небольших битвах за власть, а не в ужасных дворцовых переворотах». Дэниел Финберг из «The Hollywood Reporter» сказал, что первый сезон «остаётся захватывающим в течение всех десяти эпизодов, доступных критикам, находя эмоциональный вес в юношеском восхождении Елизаветы и неожиданном саспенсе в вопросах придворных протоколов и этикете». Другие издательства, такие как «USA Today», «IndieWire», «The Atlantic», CNN и «Variety», также положительно оценили сериал.
Некоторые были более критичны к шоу. В рецензии для журнала «Time», Дэниел Д'Аддарио написал, что его «будут сравнивать с „Аббатством Даунтон“, но оно... смогло изобрести антиисторические или, по крайней мере, неожиданные моменты. Фой отчаянно сопротивляется, но ей мало что дают... Елизавета из „Короны“ более чем непознаваема. Она просто занудна». Мэтт Золлер Зайц из «Vulture» заключил: «„Корона“ никогда полностью не понимает, как сделать политическую и внутреннюю драму по-настоящему драматичной, а тем более наделить сложностью персонажей за пределами внутреннего круга Англии». Верн Гэй из «Newsday» сказал: «Роскошно произведённая, но прохладно рассказанная, „Корона“ — телевизионный эквивалент долгой поездки по английской сельской местности. Пейзаж постоянно меняется, но остаётся тем же самым». Уилла Паскин из журнала «Slate» прокомментировала: «Он почешет ваш зуд на историческую драму — и оставит вас с зудом для действия».